# Nenciulești (gmina)
Nenciulești – gmina w Rumunii, w okręgu Teleorman. Obejmuje miejscowości Nenciulești i Păru Rotund. W 2011 roku liczyła 2477 mieszkańców.